# Università di Patrasso
L'Università di Patrasso (in greco Πανεπιστήμιο Πατρών?, Panepistīmio Patrōn; nota anche attraverso la sigla Upatras) è un'università pubblica greca con sede a Rio, nel comune di Patrasso, e sedi secondarie presso Agrinio e Missolungi. All'ateneo è associato l'Ospedale generale universitario di Patrasso.

## Storia
L'università fu istituita l'11 novembre 1964 come ente giuridico autonomo di diritto pubblico e la sua amministrazione fu affidata ad un comitato direttivo composto da cinque (poi sette a partire dal 1966) membri.
La prima sede fu a Patrasso e l'attività didattica iniziò il 30 novembre 1966, in occasione della festa di sant'Andrea apostolo, patrono della città. Nel 1968 iniziò la realizzazione del campus dell'università a Rio.
Nel 2013 l'ateneo assorbì l'Università della Grecia Occidentale di Agrinio mentre nel 2019 ha assorbito l'Istituto di educazione tecnologica della Grecia Occidentale di Patrasso.

## Struttura
- Facoltà di Scienze agrarie
- Facoltà di Scienze umanistiche e sociali
- Scuola di Economia ed Amministrazione aziendale
- Scuola di Lingue straniere
- Scuola di Scienze politiche
- Scuola di Scienze della riabilitazione sanitaria
- Scuola di Scienze della salute
- Scuola politecnica